# Lewis Alfred Mounce
Pour les articles homonymes, voir Mounce.
Lewis Alfred Mounce (20 juin 1857-23 août 1935,) est un homme politique canadien de la Colombie-Britannique. Il est député provincial indépendant de la circonscription britanno-colombienne de Comox de 1900 à 1903.

## Biographie
Né à Avondale (en) dans la région de Hants en Nouvelle-Écosse, Mounce étudie à Sackville au Nouveau-Brunswick. Il sert comme maire de Cumberland de 1897 à 1898. 
Bien qu'il soit candidat indépendant, il supporte le Parti conservateur de la Colombie-Britannique lors de l'élection de 1900.
Il meurt à Vancouver à l'âge de 76 ans.